# André Danielsen
André Saltvold Danielsen (født 20. januar 1985 i Stavanger, Norge) er en norsk tidligere fodboldspiller (højre back/central midtbane). Han spillede hele 17 sæsoner for Viking FK i sin fødeby, hvoraf de 16 af dem var i Tippeligaen, og nåede at spille mere end 300 Tippeliga-kampe i løbet af karrieren.
Danielsen var med til at vinde et enkelt trofæ hos Viking, da det i hans sidste sæson i klubben, 2019, blev til triumf i den norske pokalturnering. Han var dog ikke med i truppen i finalesejren over Haugesund.
Danielsen spillede desuden to kampe for Norges landshold, som han debuterede for i en venskabskamp mod Rusland 31. maj 2014.

## Titler
Norsk pokal
- 2019 med Viking